# 上海海昌海洋公园
上海海昌海洋公園為中華人民共和國海昌控股有限公司在上海浦東臨港滴水湖湖畔建設的主題公園，佔地29.7公頃，總規劃面積約19萬平方米，於2015年3月29日舉行奠基儀式，並估計開幕後日承载能力达到6.4万人次，瞬间承载能力约4万余人，每年可以吸引逾600萬名遊客。2018年3月，園方宣佈公園將於2018年9月28日開幕，之后延期至10月1日起试运营，11月16日正式开业。2020年被评为国家4A级旅游景区。

## 歷史
- 2015年3月29日，園方舉行奠基儀式，並表示公園預計會於2018年竣工[6]。
- 2018年3月26日，上海海昌海洋公园全球发布盛典在浦东举行，園方於典禮中宣佈公園將於同年8月試業並於9月28日正式開幕。園方亦公佈了公園的主體設計，公園落成時會以海洋文化为主题分为「人鱼湾」、「极地小镇」、「冰雪王国」、「海底奇域」、「海洋部落」五大主题区，度假區內亦設有一个以海洋為主题的度假酒店。[7]。
- 2022年7月，全球首个奥特曼主题馆落户上海海昌海洋公园。[8]2022年11月25日，上海海昌海洋公园暂时关闭。[9]

## 設施
上海海昌極地海洋公園將會展示逾20種兩極動物及逾300種、逾兩萬條魚類。
- 5大主题区（人鱼湾、极地小镇、冰雪王国、海底奇域、海洋部落）
- 6座展示場館
- 3座大型動物互動表演場
- 2座四維電影影院
- 10余項遊戲設施[10]

## 交通
█ 16号线 临港大道站